# Gordon Gollob
Gordon Gollob (Vienna, 16 giugno 1912 – Sulingen, 8 settembre 1987) è stato un aviatore tedesco che prestò servizio nella Luftwaffe durante la seconda guerra mondiale.
Con un totale di 150 vittorie aeree ottenute in 340 missioni, fu uno dei migliori assi tedeschi.

## Biografia
Nel 1933 si arruolò nella Bundesheer come ufficiale cadetto, in seguito all'Anschluss nel 1938 entrò a far parte della Luftwaffe. Il 15 marzo 1939 servì la Zerstörergeschwader 76 e pilotò un Messerschmitt Bf 110.
Il suo primo aereo abbattuto fu sopra i cieli della Polonia, nello stesso anno partecipò alla Battaglia della Baia di Helgoland e poi all'Operazione Weserübung. Entrò a far parte del Jagdgeschwader 3 partecipando all'operazione Barbarossa. Riuscì ad abbattere nel solo mese di ottobre del 1941 trentasette veicoli nemici, 9 in un singolo giorno.
Si sposò ed ebbe due figli e una figlia.